# Nascimento do Passo
Francisco do Nascimento Filho, conhecido como Nascimento do Passo (Benjamin Constant, 28 de dezembro de 1936 — Recife, 2 de setembro de 2009), foi um dançarino de frevo brasileiro.

## Biografia
Nascimento do Passo migrou do Amazonas para Pernambuco clandestino em um porão de navio. Chegando ao Recife, trabalhou como engraxate, carregador de frete, e dormia em bancos de praça, até alugar sua primeira casa, atrás do Clube Vassourinhas.
A proximidade com o clube levou-o a se apaixonar pelo frevo e pelo passo, e levou sua dança por onde andou, até chegar a incorporar o codinome Nascimento do Passo. Esse título lhe foi dado em 1958 pelo radialista César Brasil.
Nascimento desenvolveu método específico de ensino de toda a coreografia do dançarino do frevo.

## Atividades
- 1973 - Fundação da Escola Recreativa de Frevo Nascimento do Passo
- 1976 - Ministrou aulas de passo aos integrantes do Balé Popular do Recife
- 1978 - Teve, entre seus alunos de passo, o dançarino, compositor e cantor Antônio Carlos Nóbrega
- 1996 - Fundou a Escola Municipal de Frevo
- 2000 - Desfilou com a Escola de Samba Império Serrano, integrando um grupo de passistas sob sua coreografia

## Títulos e prêmios
- 1998 - Cidadão do Recife
- 2000 - Cidadão de Pernambuco

## Homenagem
O Carnaval do Recife de 2010 teve Nascimento do Passo como homenageado, por iniciativa da Secretaria de Cultura da Cidade do Recife 